# Atriplex phyllostegia
Atriplex phyllostegia är en amarantväxtart som först beskrevs av John Torrey och Sereno Watson, och fick sitt nu gällande namn av Sereno Watson. Atriplex phyllostegia ingår i släktet fetmållor, och familjen amarantväxter. Inga underarter finns listade i Catalogue of Life.